# Giuseppe Pappa
Giuseppe Pappa (19 maggio 1987) è un astronomo amatoriale italiano, di professione tecnico di radiologia.
Giuseppe Pappa è conosciuto per le sue attività in campo astronomico e fotografico, professionalmente ha sempre lavorato in campo medico.

## Fotografia
Le sue foto sono rivolte a soggetti naturalistici, spesso di argomento astronomico, parecchie sono state pubblicate su riviste italiane e straniere .

## Osservazioni astronomiche
Nel campo dell'Astronomia si occupa di vari tipi di oggetti ma la sua attenzione è rivolta prevalentemente agli asteroidi  e alle comete . Pappa oltre alle osservazioni tradizionali con strumenti astronomici compie ricerche astronomiche come "citizen scientist", definizione che può essere tradotta approssimativamente come astronomo dilettante che studia ed esamina immagini scaricate via Internet.

### Scoperte
Pappa ha effettuato numerose scoperte astronomiche:
- il 7 maggio 2008 ha scoperto la cometa C/2008 J11 SOHO (SOHO 1467) appartenente alla famiglia di comete Kreutz [5][6]
- il 28 maggio 2008 ha scoperto la cometa C/2008 K9 SOHO (SOHO 1481) appartenente alla famiglia di comete Kreutz [7][8]
- il 14 marzo 2019 ha scoperto la binarità ad eclisse della stella TOI-1338 [9] grazie ai dati forniti dal satellite TESS [10][11][12]: questa scoperta ha avuto in seguito una notevole risonanza mediatica quando nel gennaio 2020 è stato scoperto il primo esopianeta, TOI 1338-b, scoperto da TESS in orbita attorno a due stelle (altri 12 esopianeti con caratteristiche orbitali simili erano già stati scoperti dal satellite Kepler) [13].
- Fino ad agosto 2021 ha scoperto più di 75 supernove [14], altre otto supernove le ha scoperte nel settembre 2022 [15].